# Östra regionen (region i Kamerun)
Östra regionen (franska: Province de l’Est, engelska: East Province, East Region, franska: Région de l’Est, Est, engelska: East) är en region i Kamerun. Den ligger i den sydöstra delen av landet, 290 km öster om huvudstaden Yaoundé. Antalet invånare är 836 906. Arean är 109 002 kvadratkilometer. Östra regionen gränsar till Södra regionen, Centrumregionen och Adamaouaregionen. 
Terrängen i Östra regionen är platt åt nordväst, men åt sydost är den kuperad.
Östra regionen delas in i:
- Département du Lom-et-Kadeï
- Département du Lom-et-Djérem
- Département de la Kadeï
- Departement du Haut-Nyong
- Département de la Boumba-Ngoko

Följande samhällen finns i Östra regionen:
- Bertoua
- Garoua Boulaï
- Batouri
- Bélabo
- Abong-Mbang
- Yokadouma
- Bétaré Oya
- Dimako
- Doumé
- Ndelele
- Mbang